# Stenaelurillus
Genre
Synonymes
- Philotherus Thorell, 1895 nec Gray, 1855
- Philotheroides Strand, 1934
- Microheros Wesołowska & Cumming, 1999
- Mashonarus Wesołowska & Cumming, 2002

Stenaelurillus est un genre d'araignées aranéomorphes de la famille des Salticidae.

## Distribution
Les espèces de ce genre se rencontrent en Afrique et en Asie.

## Liste des espèces
Selon World Spider Catalog (version 26, 04/07/2025) :
- Stenaelurillus abramovi Logunov, 2008
- Stenaelurillus albopunctatus Caporiacco, 1949
- Stenaelurillus albus Sebastian, Sankaran, Malamel & Joseph, 2015
- Stenaelurillus arambagensis (B. Biswas & K. Biswas, 1992)
- Stenaelurillus bandama Logunov & Azarkina, 2018
- Stenaelurillus belihuloya Logunov & Azarkina, 2018
- Stenaelurillus brandbergensis (Wesołowska, 2006)
- Stenaelurillus darwini Wesołowska & Russell-Smith, 2000
- Stenaelurillus feral Tripathi, Kuni & Kadam, 2024
- Stenaelurillus furcatus Wesołowska, 2014
- Stenaelurillus fuscatus Wesołowska & Russell-Smith, 2000
- Stenaelurillus fuscus Cao & Li, 2016
- Stenaelurillus gabrieli Prajapati, Murthappa, Sankaran & Sebastian, 2016
- Stenaelurillus glaber Wesołowska & Russell-Smith, 2011
- Stenaelurillus guttatus (Wesołowska & Cumming, 2002)
- Stenaelurillus guttiger (Simon, 1901)
- Stenaelurillus hirsutus Lessert, 1927
- Stenaelurillus ignobilis Wesołowska & Cumming, 2011
- Stenaelurillus ilesai Kanesharatnam & Benjamin, 2020
- Stenaelurillus indicus Logunov, 2020
- Stenaelurillus iubatus Wesołowska & Russell-Smith, 2011
- Stenaelurillus jocquei Logunov & Azarkina, 2018
- Stenaelurillus judithbleisterae Kadam, Tripathi & Kuni, 2024
- Stenaelurillus kavango Wesołowska, 2014
- Stenaelurillus kronestedti Próchniewicz & Heçiak, 1994
- Stenaelurillus latibulbis Wesołowska, 2014
- Stenaelurillus lesserti Reimoser, 1934
- Stenaelurillus leucogrammus Simon, 1902
- Stenaelurillus mardanicus Ali & Maddison, 2018
- Stenaelurillus marusiki Logunov, 2001
- Stenaelurillus megamalai Sudhin, Sen & Caleb, 2023
- Stenaelurillus metallicus Caleb & Mathai, 2016
- Stenaelurillus minutus Song & Chai, 1991
- Stenaelurillus mirabilis Wesołowska & Russell-Smith, 2000
- Stenaelurillus modestus Wesołowska, 2014
- Stenaelurillus naldurg Kuni, Kadam & Tripathi, 2024
- Stenaelurillus neyyar Sudhin, Sen & Caleb, 2023
- Stenaelurillus nigricaudus Simon, 1886
- Stenaelurillus pecten Wesołowska, 2014
- Stenaelurillus pilosus Wesołowska & Russell-Smith, 2011
- Stenaelurillus pseudoguttatus Logunov & Azarkina, 2018
- Stenaelurillus sarojinae Caleb & Mathai, 2014
- Stenaelurillus senegalensis Logunov & Azarkina, 2018
- Stenaelurillus shwetamukhi Marathe, Sanap, & Maddison, 2022
- Stenaelurillus siyamae Logunov & Azarkina, 2018
- Stenaelurillus solapur Kuni, Tripathi & Kadam, 2024
- Stenaelurillus specularis Wesołowska, 2014
- Stenaelurillus strandi Caporiacco, 1939
- Stenaelurillus striolatus Wesołowska & Russell-Smith, 2011
- Stenaelurillus sudanicus Wesołowska, 2014
- Stenaelurillus tamravarni Marathe & Maddison, 2022
- Stenaelurillus termitophagus (Wesołowska & Cumming, 1999)
- Stenaelurillus tettu Logunov, 2020
- Stenaelurillus triguttatus Simon, 1886
- Stenaelurillus uniguttatus Lessert, 1925
- Stenaelurillus vyaghri Sanap, Joglekar, & Caleb, 2022
- Stenaelurillus wa Wawer & Wesołowska, 2025
- Stenaelurillus wandae Logunov, 2020
- Stenaelurillus zambiensis Wesołowska, 2014

## Systématique et taxinomie
Ce genre a été décrit par Simon en 1886 dans les Attidae.
Philotherus Thorell, 1895, préoccupé par Philotherus Gray, 1855, remplacé par Philotheroides par Strand en 1934, a été placé en synonymie par Prószyński en 1984.
Microheros et Mashonarus ont été placés en synonymie par Logunov et Azarkina en 2018.

## Publication originale
- Simon, 1886 : « Études arachnologiques. 18e Mémoire. XXVI. Matériaux pour servir à la faune des Arachnides du Sénégal. (Suivi d'une appendice intitulé: Descriptions de plusieurs espèces africaines nouvelles). » Annales de la Société Entomologique de France, sér. 6, vol. 5, p. 345-396 (texte intégral).